# Lundby Sogn (Aalborg Kommune)
 For alternative betydninger, se Lundby Sogn. (Se også artikler, som begynder med Lundby Sogn)
Lundby Sogn er et sogn i Aalborg Vestre Provsti (Aalborg Stift).
I 1800-tallet var Lundby Sogn anneks til Farstrup Sogn. Begge sogne hørte til Slet Herred i Aalborg Amt. Trods annekteringen var de to selvstændige sognekommuner. Ved kommunalreformen i 1970 blev både Farstrup og Lundby indlemmet i Nibe Kommune, der ved strukturreformen i 2007 indgik i Aalborg Kommune.
I Lundby Sogn findes Lundby Kirke.
I sognet findes følgende autoriserede stednavne:
- Blokhuse (bebyggelse)
- Frejstrup (bebyggelse, ejerlav)
- Lundby (bebyggelse, ejerlav)